# 改正
| ウィキペディアには「改正」という見出しの百科事典記事はありません（タイトルに「改正」を含むページの一覧/「改正」で始まるページの一覧）。 代わりにウィクショナリーのページ「改正」が役に立つかもしれません。 |